# ابراهیم‌آباد (گرگان)
ابراهیم آباد، روستایی است از توابع بخش مرکزی شهرستان گرگان در استان گلستان ایران.

## جمعیت
این روستا در دهستان انجیرآب قرار داشته و براساس سرشماری سال ۱۳۸۵جمعیت آن ۱۸۰ نفر (۴۶ خانوار) بوده است.